# Al-Qowa Al-Jawiya
Maillots
Actualités
Le Al-Qowa Al-Jawiya (en arabe : نادي القوة الجوية), littéralement Force aérienne en français, est un club irakien de football fondé en 1931 et basé à Bagdad, la capitale du pays. L'Irakien Hakeem Shaker est l'entraîneur depuis janvier 2022.

## Historique
- 1931 : fondation du club sous le nom de Al Qowa Al Jawia
- 1968 : le club est renommé Al Tayaran (ce qui signifie Airlines)
- 1991 : le club est renommé Al Qowa Al Jawia

## Palmarès
| Compétitions nationales | Compétitions internationales                             |
| --- | -------------------------------------------------------- |
| - Championnat d'Irak (7) : - Champion : 1974-75, 1989-90, 1991-92, 1996-97, 2004-05, 2016-17, 2020-21. - Coupe d'Irak (6) : - Vainqueur : 1977-78, 1991-92, 1996-97, 2015-16, 2020-21 et 2022-23. | - Coupe de l'AFC (3) : - Vainqueur : 2016, 2017 et 2018. |